# Iğdır

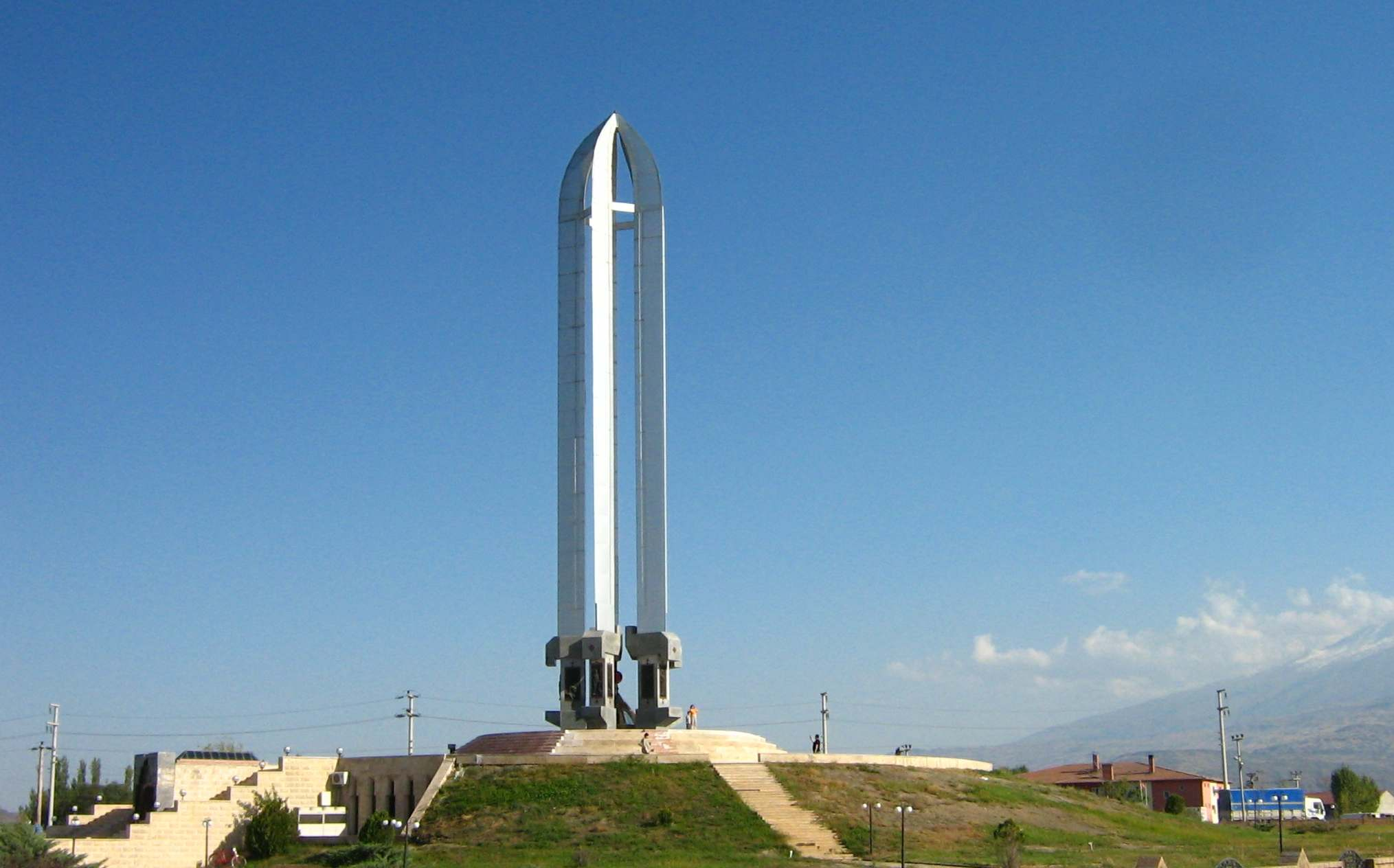
Iğdır folkmordsminnesmärke och museum

Iğdır (armeniska: Իգդիր, Igdir; kurdiska: Îdir; azerbajdzjanska: İğdır) är en stad i nordöstra Turkiet och är huvudstad i provinsen Iğdır. Iğdır ligger på 850 meters höjd över havet och har cirka 80 000 invånare. Staden har en över tusenårig historia och är präglad av sitt läge vid gränsen till Armenien, tidigare Sovjetunionen. Iğdır är en av Turkiets viktiga städer inom jordbruk och djurhållning.

## Sport

### Fotboll
Det finns fyra lag från staden i högsta ligan, Turkish Amateur League:
- Iğdırspor
- Iğdır FK

## Kända personer från Iğdır
- Servet Çetin

## Vänorter
- Şamaxı  Azerbajdzjan
- Şərur  Azerbajdzjan